# 钟帷月
钟帷月（？—），中国退役游泳运动员，获得过世界短池游泳锦标赛100米蝶泳冠军，在1994年打破了短池蝶泳世界纪录。
1994年的羅馬世界游泳錦標賽中，因為尿檢呈陽性，疑似使用興奮劑，遭到禁賽處份，為中華人民共和國首位被禁賽的游泳選手。

## 家庭
- 父亲：钟南山
- 母亲：李少芬
- 丈夫是美国的一位大学教授。